# Comarca de Fisterra
La Comarca de Fisterra és una comarca de Galícia situada a la província de la Corunya. Limita amb l'oceà Atlàntic a l'oest, amb la comarca de Terra de Soneira al nord-est i la comarca de Xallas al sud-est. En formen part els municipis de:
- Cee
- Corcubión
- Dumbría
- Fisterra
- Muxía